# Pentateucha
Pentateucha là một chi bướm đêm thuộc họ Sphingidae.

## Các loài
- Pentateucha curiosa - Swinhoe, 1908
- Pentateucha inouei - Owada & Brechlin, 1997
- Pentateucha stueningi - Owada & Kitching, 1997